# (29381) 1996 HR15
A (29381) 1996 HR15 a Naprendszer kisbolygóövében található aszteroida. Eric Walter Elst fedezte fel 1996. április 18-án.